# Funktionale Stimmbildung
Funktionale Stimmbildung (häufig auch Funktionale Stimmentwicklung genannt) ist ein Begriff, den der amerikanische Stimmwissenschaftler Cornelius L. Reid  prägte und verbreitete. Funktionale Stimmentwicklung bedeutet die Bildung und Entwicklung der menschlichen Stimme auf Grundlage von natürlichen physiologischen Gesetzmäßigkeiten der Stimmfunktion. Sie ist geprägt von der Stimulation (Anregung) reflektorischen (unwillkürlichen) Verhaltens des Stimmmechanismus und eine durch rhythmisierte Übungen geförderte spontane Muskelbewegung, die auf den rhythmischen Impuls absolut frei reagiert. Ziel der Stimmbildung ist eine bewusste Kontrolle über ein unwillkürlich arbeitendes Muskelsystem.

## Funktionale Stimmentwicklung
Die Grundlage der Funktionalen Stimmbildung liegt in der Einsicht, dass körperliche Funktionen grundsätzlich sinnvoll sind, und dass man ein organisches System wieder in den ursprünglichen Zustand versetzen und seine Leistungsfähigkeit durch Kontrolle seiner Umgebung verbessern kann.
Ganz allgemein ist Stimme durch Muskelaktivitäten der Stimmlippen hervorgerufene Bewegung von Luft, die als Klang oder Tonhöhe wahrgenommen wird. Die Vibrationsimpulse werden durch einen Mechanismus erzeugt, der üblicherweise als Stimmorgan bezeichnet wird. In Wirklichkeit gibt es aber kein solches Organ. Das Organsystem dagegen, welches benutzt wird, um Klang zu erzeugen, ist eine Kombination zweier lebenswichtiger Funktionen, nämlich der Atmung und eines Teils des Verdauungssystems. Beide Aufgaben spielen sich im Innern in der knorpeligen Struktur des Kehlkopfes ab. Singen ist deshalb keine Funktion an sich, sondern eine sekundäre oder abgeleitete Funktion.
„Jeder gesungene Ton besteht aus Tonhöhe, Lautstärke (Intensität) und Vokal. Diese drei Parameter lösen muskuläre Entsprechung im Kehlkopf aus. Sie sind also direkt verknüpft mit einer bestimmten Einstellung bzw. Muskeltätigkeit der Kehlkopfmuskeln. Auf Grund dieses direkten Zusammenhanges ist es möglich, durch gezielt ausgewählte Vokalisen eine erwartete Koordination der Kehlkopfmuskeln zu stimulieren (anzuregen)“.
Das geübte Hören, das man zur Entwicklung und Koordination der Kehlkopfmuskulaturen (Register) benötigt, ist eine besondere Fähigkeit, die man erwerben muss. Das Wissen über das funktionale Hören wurde im Laufe von Jahrhunderten durch fortwährende empirische Beobachtungen erweitert und verfeinert. Das Ohr war deshalb darauf eingestimmt, verschiedene Registergleichgewichte zu erkennen. Diese Art zu hören, war ganz besonders in der Belcanto-Ära allgemein verbreitet und ist für die heutige Gesangspädagogik von dem Amerikaner Cornelius Reid, dem geistigen Vater des Begriffs Funktionale Stimmentwicklung wieder neu entdeckt und für die Praxis umgesetzt worden.
Vier einfache Prinzipien bilden die Grundlage funktionaler Stimmbildung:
- die Zwei-Register-Theorie
- die Notwendigkeit des reinen Vokals
- der Gebrauch des Rhythmus, um Muskulatur zur Spontaneität anzuregen
- die Wahl der Dynamik (laut oder leise)

Die Arbeit an Resonanzeinstellungen und Atemkontrolle gehören nicht zu den Lehrinhalten der Funktionalen Stimmbildung, da Resonanz ein Zustand ist, dessen Wirksamkeit von den an der Klangquelle erzeugten Vibrationen, von der Knochenstruktur und von der Form der angrenzenden Mund- und Rachenhöhlen abhängig ist. Allein die Güte der Registerentwicklung, und damit die Güte der Kehlkopffunktion und ihre Koordinationsfähigkeit bestimmen über die Qualität der Zusammenarbeit aller Teile des Stimmapparates, also auch über die Qualität der Atmung.

## Die Zwei-Register-Theorie
Der Begriff des Registers ist aus der Welt des Orgelbaus entlehnt. Unter einem Orgelregister versteht man dabei die Pfeifenreihe, die durch ihren Bau über den gesamten Tonumfang hinweg eine einheitliche Klangcharakteristik aufweist. Mit Hilfe von unterschiedlichen Registerzügen kann der Organist dem Instrument dann die verschiedenen Register, also Klangfarben, entlocken.
Auch bei der menschlichen Stimme versteht man unter einem Register eine Gruppe von Tönen mit gleicher Klangcharakteristik. Ist bei der Orgel der Bau der Pfeifen (also das Material und das Verhältnis von Länge und Durchmesser) für die Klangcharakteristik (z. B. Flöte, Trompete) verantwortlich, so lässt sich die Klangcharakteristik der Register bei der Singstimme (brustiger oder falsettiger Klang) auf besondere Einstellungen des Muskelsystems zurückführen, das durch seine Bewegung die physikalische Beschaffenheit (Konfiguration) der Stimmlippen einstellt und das Schwingungsverhältnis der Stimmlippen beibehält.
Die immer wiederkehrende Frage in der Gesangswelt ist, was ein Register ist und wie viele es davon bei Mann oder Frau gibt. Nach dem großen Theoretiker und Lehrer im 19. Jahrhundert Manuel Garcia (1805–1906) ist ein Register: „eine Reihe durch einen Mechanismus erzeugter aufeinanderfolgender homogener Klänge, die sich wesentlich von einer anderen Reihe zwar ebenso homogener aber von einem anderen Mechanismus erzeugter Klänge, unterscheidet“.
Eine andere Definition der Spannung der Stimmlippen während der Lautbildung gibt Douglas Stanley, dessen Arbeit das Interesse an traditionellen Vorstellungen über Register wiederbelebte: „Es gibt zwei Gruppen von Muskeln, die als Spannungsmuskel der Stimmlippen agieren: die Musculi cricothyreoidei und die Musculi arytaenoidei;. Das Übergewicht einer Muskelgruppe über die andere bestimmt ein Register. Folglich gibt es nur zwei Register in der menschlichen Stimme“.
Die Mechanismen dieser beiden Muskelgruppen sind bei Männern und Frauen gleich. Ihre hörbaren Entsprechungen bezeichnet man allgemein als Bruststimme, Falsett oder Kopfstimme.
- Die Bruststimme wird ausschließlich von den innen liegenden Kehlkopfmuskeln, den Mm. arytaenoidei erzeugt, welche funktional für die Kontraktion der Stimmlippen, d. h. den Stimmbandschluss verantwortlich sind. Diese Tonqualität ist verbunden mit größerer Lautstärke, dem Vokal ‚a’, d. h. einem männlich-gröberen Klanggepräge, stärkeren Stimmbandschluss und geringeren Luftverbrauch und liegt bei Männer- und Frauenstimmen von der Tonhöhe (e’) abwärts.

- Die Falsettstimme wird ausschließlich von dem außen vor dem Schildknorpel liegenden Kehlkopfmuskel, dem M. cricothyreoideus erzeugt, welcher funktional für die Dehnung der Stimmlippen, als auch für eine geringe Beteiligung des Stimmritzenöffners, dem Posticus verantwortlich ist. Diese Tonqualität klingt besonders hauchig, ist verbunden mit absolutem Piano und dem Vokal ‚u’ und liegt bei Männer- wie Frauenstimmen innerhalb der Tonhöhen (h – h’). Die Stimmritze ist leicht geöffnet und der Luftverbrauch relativ hoch.

- Die Kopfstimme ist funktional ein Klangergebnis, ausgelöst durch die ausgewogene Koordination der beiden Registermechanismen, dem Brustregister und dem Falsett, bei der die Spannung des Falsettregisters überwiegt. Die Kopfstimme ist funktional gesehen kein Register. Sie wird nur so genannt, weil der Sänger Vibrationen, die durch die richtig koordinierten Muskeleinstellungen und das richtige Spannungsverhalten im Kehlkopf hervorgerufen werden, stärker im Kopf wahrnimmt.[6]

Die erfolgreiche Registerkoordination hängt alleine von der Fähigkeit ab, die durch die beiden Stimmregister (Muskelaktivitäten) hervorgerufenen unterschiedlichen Klangqualitätsmerkmale wie Bruststimme oder Falsett hören und miteinander in Einklang bringen zu können. Da alle Töne, die durch Stimmorgane erzeugt werden, auf Muskeltätigkeiten zurückzuführen sind, verdanken sowohl das Brustregister als auch das Falsett ihre unterschiedlichen Klangeigenschaften dem Übergewicht der Wirkung eines die Stimmlippen spannenden Muskelsystems über die Wirkung seines Gegenspielers (Antagonisten).
Die äußeren Kehlkopfmuskeln (Mm. cricothyreoidei) haben keinerlei Einfluss auf die Annäherung der Stimmlippen oder die Schließung der Stimmritze, da sie mit der Luftzufuhr nicht in Berührung kommen und sind deshalb ausschließlich für die Tonhöhenveränderung verantwortlich.
In der Methodik der funktionale Stimmentwicklung spielen die ebenfalls als funktionale Register eingestuften Stimmfunktionen „Strohbass“ und „Pfeifregister“ keine Rolle. Reid ignoriert den für den europäischen Gesang nur selten genutzten Strohbass und ordnet das Pfeifregister als eine Sonderfunktion dem Falsett zu.
→ siehe auch: Funktionale Register
Der muskuläre Einstellungsmechanismus der Stimmlippen ist vom Geschlecht unabhängig.
Alle Stimmgattungen – Männer- wie Frauenstimmen – haben diese Mechanismen gemeinsam – mit der kleinen Einschränkung, dass es bei der Frau schwieriger ist, ein Falsett zu hören und zu isolieren, da dieses von Natur aus oft schon in irgendeiner Form mit dem Brustregister koordiniert ist.

## Der reine Vokal
Jeder Sänger löst durch seine Vorstellung vor der Tongebung (präphonatorische Klangvorstellung) eine spontane Muskelaktion aus, die zu einem Klangergebnis führt, das eine spontane Reaktion auf die mit der Tonvorstellung verknüpften Kombination aus Tonhöhe, Lautstärke und Vokal ist. Somit reguliert eine Vokalvorstellung die Formung und Einstellung der Rachenhöhlen sowie das Schwingungsverhalten der Stimmlippen.
Klangfarbenunterschiede beruhen also nicht auf Tonhöhen- und Lautstärkeveränderungen, sondern auf Muskelaktivitäten, die die Mund- und Rachenhöhleneinstellungen regulieren, ein Prozess, der ganz bestimmte Frequenzbereiche (Formanten) auswählt, während er andere Frequenzbereiche unterdrückt. Durch eine Einstellungsänderung der Artikulationsmuskeln (Lippe, Zunge, Gaumen, Mund etc.) werden diese Formant-Frequenzbereiche verändert, d. h. die Vokal- und Klangfarbe ändert sich. Die beiden ersten Formanten F1 (Eigenfrequenz der Mundhöhle) und F2 (Eigenfrequenz der Rachenhöhlen) sind charakteristisch für die Vokalfarbe.
Physische Kontrolle über Vokaleigenschaften wird also entweder durch eine gedankliche Vorstellung oder die Formung der Rachenhöhlen und des Mundraumes ermöglicht.
Um Klangergebnisse mit speziellen Klangeigenschaften zu erhalten, nutzt man die Eigenschaft bestimmter Vokale, sich mit einem bestimmten Register bevorzugt zu verbinden.
Um beispielsweise ein reines Falsett hören zu können, ist es unbedingt notwendig, den richtigen Vokal einzusetzen, der das Spezifische des Registers zum Vorschein bringt, das den falsettigen Klang erzeugt. Durch den Gebrauch des Vokales „u“ in der richtigen Tonlage zwischen (h-h‘) wird diese besondere Stimmlippenkonfiguration herbeigeführt, die den typischen Klangcharakter des Falsetts hervorruft. Bei dem dann auftauchenden reinen Falsett sind die Töne sehr hauchig, völlig überluftet, ohne Vibrato und können nicht länger ausgehalten werden. Die angegebenen Tonskalen sind geschlechtsunabhängig gültig; die Skalen sind also für Frauenstimmen nicht um eine Oktave nach oben zu transponieren, sondern betreffen deren tiefe Lage und die hohe Lage der Männerstimmen.
Um etwa die gröbere Qualität eines reinen Brustregisters hören zu können, benutze man dagegen den Vokal „a“ unterhalb der Tonhöhe (a) .
Um wesentliche Fortschritte bei der Stimmentwicklung zu erzielen, gehört neben der spontanen Muskelbewegung auch immer ein funktional geschultes Gehör, das das durch die reflektorische Bewegung hervorgerufene Klangergebnis beobachten und mit der zuvor beabsichtigten Tonvorstellung vergleichen kann.

## Funktionales Hören
Das Funktionale Hören geht nicht von einer ästhetischen Prämisse aus, sondern von dem Verständnis der komplexen physiologischen und funktionalen Prozesse der menschlichen Stimme. Nicht alle gesunden Tonqualitäten sind schön, besonders die nicht, die während einer Entwicklungsstufe der Integration von Brust- und Falsettregister auftauchen. Es sind auch nicht alle ästhetisch annehmbaren Töne funktionell gesund. Wie auch in der Physik ist ein Mechanismus – so auch der Stimmmechanismus – leistungsfähig, wenn Reibung und Widerstand minimal sind. Sobald der Sänger auf einem Ton ein messa di voce ausführen kann, sind Reibung und Widerstand minimal. Diese physikalische Bedingung bei der Stimmentwicklung zu berücksichtigen, hat die Vergrößerung des Stimmumfangs, größere Beweglichkeit, sparsameren Umgang mit dem Atem, Vokalreinheit, Freiheit von Gesichtsverzerrungen und weitgehend das Fehlen von Ermüdungserscheinungen zur Folge.

## Gebrauch des Rhythmus
Rhythmisierte Übungen fördern die Spontaneität von Muskelbewegungen und sind deshalb ein weiterer entscheidender Schlüssel zur freieren Stimmgebung, die auf diesen rhythmischen Impuls absolut frei reagiert und dadurch die logischen Stimmorganbewegungen erst ermöglicht. Aus dieser Verhaltensweise ergibt sich ein wachsendes Bewusstsein für das Selbstregulierungsvermögen des Stimmmechanismus, der sich durch diesen Anreiz selbst korrigiert!
Alle organischen Systeme werden von der Umgebung, der sie ausgesetzt sind, beeinflusst, reguliert und kontrolliert. Deshalb stellen die Übungen aus speziell beabsichtigten Kombinationen von Tonhöhe, Lautstärke und Vokal eine Voraussetzung dar, die das Klangergebnis direkt beeinflusst, reguliert und kontrolliert. Der wichtigste Aspekt hierbei ist die Notwendigkeit, gewohnte Kontrollsysteme aufzugeben und mechanisches Wiederholen von Routineübungen zu vermeiden, um mit entsprechend zugeschnittenen Übungsanregungen auf den jeweiligen Entwicklungsstand einer Stimme reagieren zu können.
Funktionale Stimmentwicklung ist von der Stimulation (Anregung) reflektorischen (unwillkürlichen) Verhaltens des Stimmmechanismus geprägt. Ziel ist, Kontrolle über ein unwillkürlich arbeitendes Muskelsystem zu erhalten.
Da es im menschlichen Körper aber keine bewussten und willentlichen Kontrollsysteme gibt, die imstande sind, auf das für die Tonerzeugung verantwortliche unwillkürliche Muskelsystem einzuwirken, kann man Kontrolle über ein unwillkürlich arbeitendes Muskelsystem nur über den Umweg einer bewussten Stimulation der Stimmmuskulatur erhalten. Diese Stimulation wird durch die Kombination einer bestimmten Tonhöhe mit einer bestimmten Lautstärke und einem bestimmten Vokal hervorgerufen.

## Tonhöhe, Lautstärke und Vokal als Kontrollfaktoren
- Wechselt man die Tonhöhe, verändert sich entsprechend die Konfiguration (physische Gestalt) der Stimmlippen.

- Wechselt man die Lautstärke, verstärkt sich die Kontraktion des antagonistischen Muskelsystems, das sein Schwingungsverhalten korrespondierend ansteigen lässt, um diese Lautstärkenänderung hervorrufen zu können.

- Wechselt man den Vokal, werden sich gleichzeitig das Ansatzrohr und die physische Gestalt der Stimmlippen anpassen.

Jeder Wechsel hat direkt eine Veränderung der Klangergebnisse (Klangeigenschaften) zur Folge. Angesichts dieser Wechselwirkungen ist es möglich die Tonhöhe, die Lautstärke und den Vokal bewusst als Kontrollfaktoren für das unwillkürliche Geschehen innerhalb der Kehlkopfmuskulatur einzusetzen.

## Trennung und Koordination von Registern
Fast alle Gesangsstimmen sind in der Balance der Registermechanik unausgewogen. Um diesen Mangel beheben zu können, muss man das schwache Register kräftigen, um es danach wieder besser einsatzbereit mit dem zweiten zu koordinieren.
Dies beschreibt der Stimmwissenschaftler Stephan F. Austin folgendermaßen: „Es gibt zwei gegenspielerische Muskelsysteme in der Kehle und jedes von ihnen bestimmt das elementare Wesen eines Registers. (Heutige Wissenschaftler bestätigen diese alte Theorie). Kräftige ein Muskelsystem und du bildest ein Register. Fast alle Gesangsstimmen sind in einem der beiden Register unausgewogen, und da das so ist, kann die Stimme nicht richtig funktionieren. Nimm das schwache Register und kräftige es. Sobald es gekräftigt ist, gleiche es an das dominante Register an, und die Stimme wird ihr volles Potential erhalten. Der Erfolg wird sein, dass alle Registerunterschiede verschwinden! Lautstärke weckt die Bruststimme beim Sprechen. Brustregister ist die Quelle der Kraft und Fülle eines Tones. Sanfte Tongebung bringt das Falsett hervor, die Quelle der Leichtigkeit und Flexibilität. Das „a“ ist der Vokal des Brustregisters, der Vokal „u“ der des Falsetts. Durch entsprechende Übungen (mit diesen Vokalen) erreichen wir eine muskuläre Bedingung, die Schwäche starkmacht und Stärke ausbalanciert. Die Natur wird siegen und das Ergebnis wird vorhersehbar. Der Segen dieses Prinzips liegt in seiner Einfachheit“.
„Für die Arbeit der Registermechanik bedeutet dies, dass man, um ein Register kräftigen zu können, dieses zuerst kurzfristig isoliert üben muss, um die unausgewogene Balance der Muskulatur kurz außer Kraft zu setzen, um es wenige Minuten später mit dem dominanteren Register wieder zu koordinieren. Es bedeutet auf keinen Fall eine Methode der dauerhaften Trennung von Registern!“

## Fazit
Funktionale Stimmentwicklung ist ständige Veränderung und Anpassung. Sie beinhaltet Beobachtung dessen, was aktuell passiert, und nicht, was passieren soll. Sie führt zu vergrößerter Wahrnehmungsfähigkeit des Ohres, die verschiedensten Tonqualitäten zu unterscheiden. Die Bedeutung des reinen Vokals und der rhythmischen Phrase für spontane Muskelbewegung, sowie die Forderung nach Vereinfachung, nach Vermeidung unnötiger Körperbewegungen und nach Konzentration auf die wesentliche Arbeit an der Stimme bildet die Grundlage für dieses Konzept.
Gesangstechnische Entwicklung ist hier kein Programm zur Kontrolle eines Stimmapparates, sondern ein Vorgang, durch den Muskelstörungen sich von selbst aufheben. Dies tritt immer dann ein, wenn man organisch bedingte Gesetzmäßigkeiten befolgt. Funktionale Stimmbildung ist keine Gesangsmethode, sondern der Stimmentwicklungsvorgang selbst deckt die Dynamik des dahinter liegenden organischen Prinzips auf, von dem der stimmliche Mechanismus bzw. die stimmlichen Bewegungsmuster gelenkt werden.

## Weiterführende Literatur
- Vgl. Literaturangaben im Artikel Cornelius L. Reid